# ミッドナイトチェイス
『ミッドナイトチェイス』（原題: Taped）は、2012年のオランダのスリラー映画。

## あらすじ
ヨハンとサラは冷え切った結婚生活を改善するために二人が出会ったブエノスアイレスを訪れた。バスターミナルでビデオカメラを回していたところ、地元の警察官が偶然、暴行や殺人を行っているところを目撃してしまう。

## スタッフ
- 監督 : ディエデリック・ファン・ローイェン
- 脚本 : ディエデリック・ファン・ローイェン、マーニー・ブロック
- 製作 : アラン・デ・レヴィータ
- 音楽 : バルト・ヴェスターラーケン
- 撮影 : レナート・ヒレッジ

## キャスト
※役名、俳優の順
- ヨハン : バリー・アストマ
- サラ : スーザン・ヴィセール
- 税関職員 : カルロス・ガルシア・エステベス
- 警察官 : ダリオ・レヴィ
- ヨハンとサラの娘 : ロース・ディックマン
- 警察官 : イグナシオ・ロドリゲス